# Mordellina minutalis
Mordellina minutalis är en skalbaggsart som först beskrevs av Liljeblad 1945.  Mordellina minutalis ingår i släktet Mordellina och familjen tornbaggar. Inga underarter finns listade i Catalogue of Life.